# Osiedle Handlowe
Osiedle Handlowe (do roku 1958 Osiedle D-3) – zabytkowe osiedle w Krakowie, jedno z osiedli starszej części Nowej Huty, w dzielnicy XVIII, niestanowiące jednostki pomocniczej niższego rzędu w ramach dzielnicy.
Ograniczone jest ulicami: od północy al. Andersa, od wschodu Artystów, od południa al. Jana Pawła II, od zachodu Boruty-Spiechowicza.
Na terenie osiedla znajdują się: Sportowa Szkoła Podstawowa nr 91 i oraz Przedszkole Samorządowe nr 108.

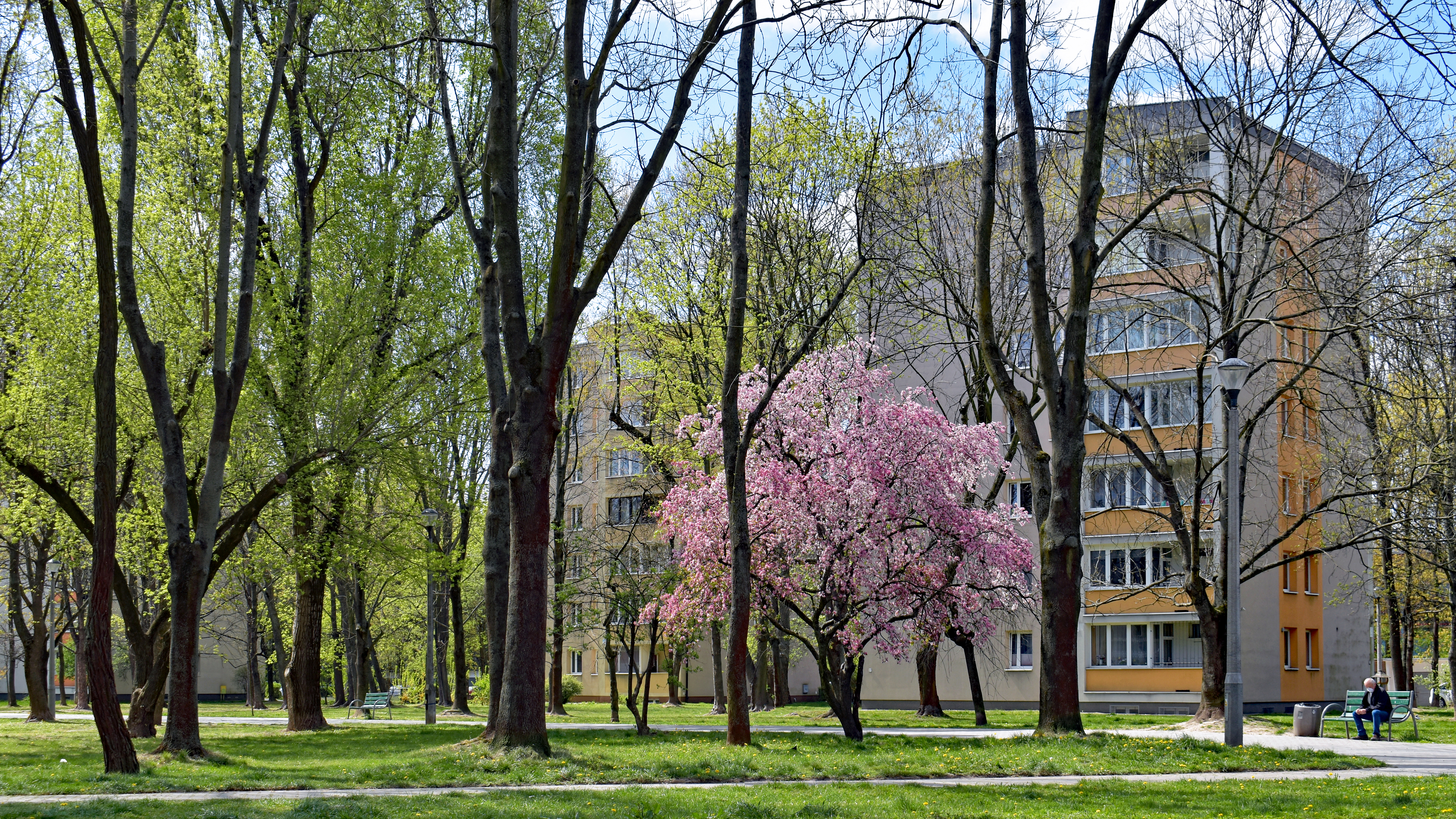
Widok z os. Centrum D, ze wschodu. Bloki 13, 12 i 11.
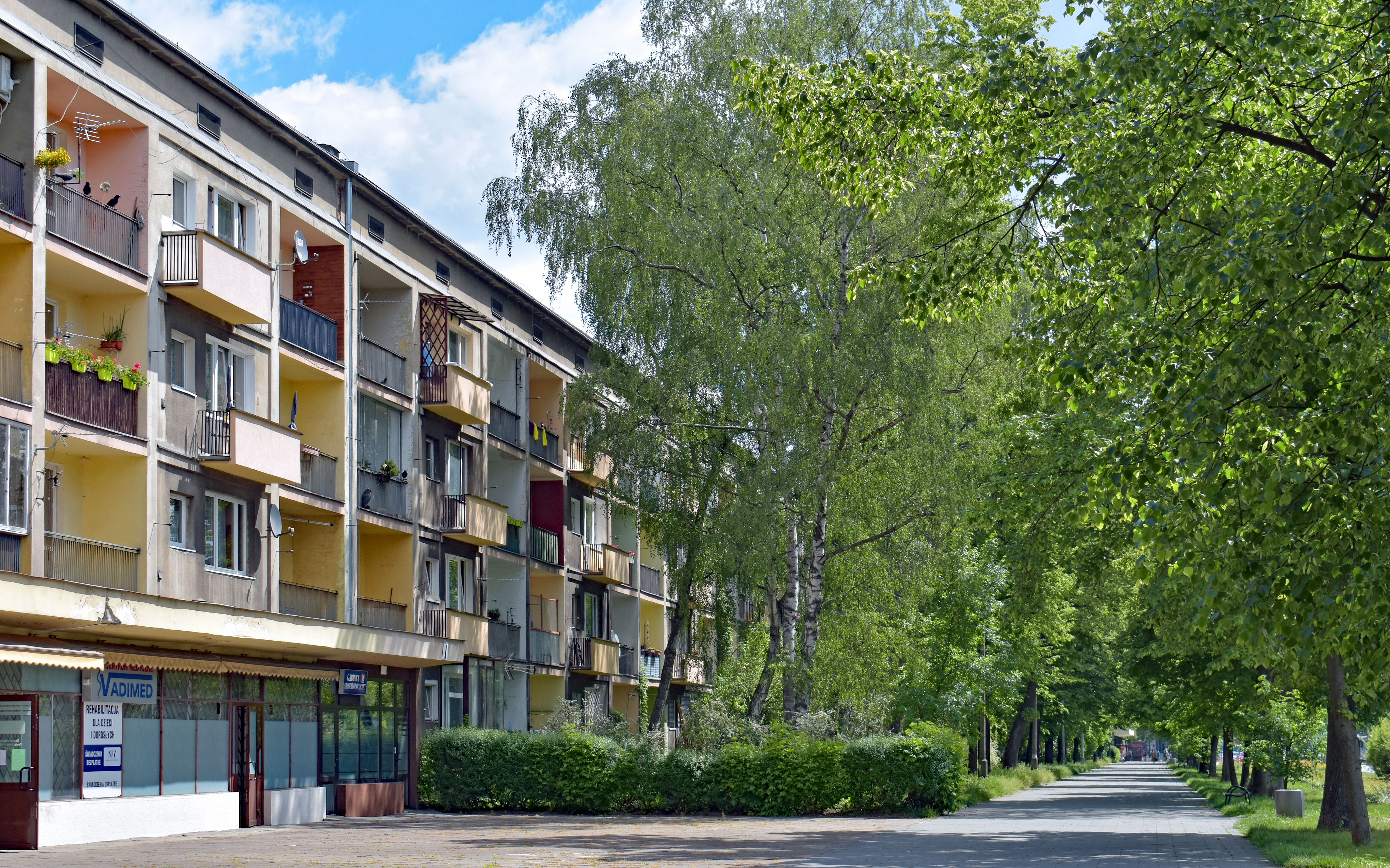
Widok z południa, blok os. Handlowe 1 i lipowa aleja.
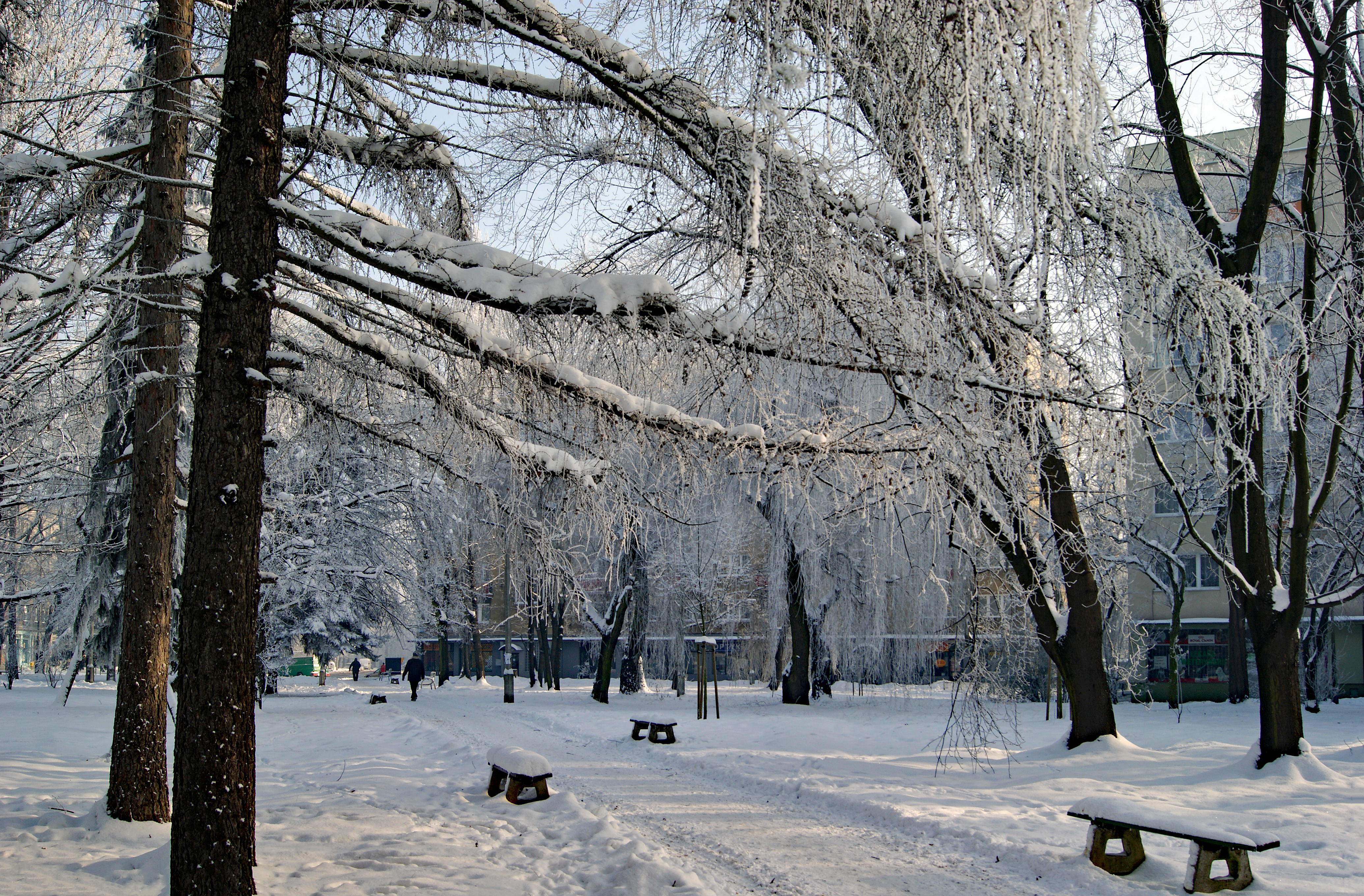
Park osiedlowy.
- Wokół osiedla biegnie ścieżka rowerowa.
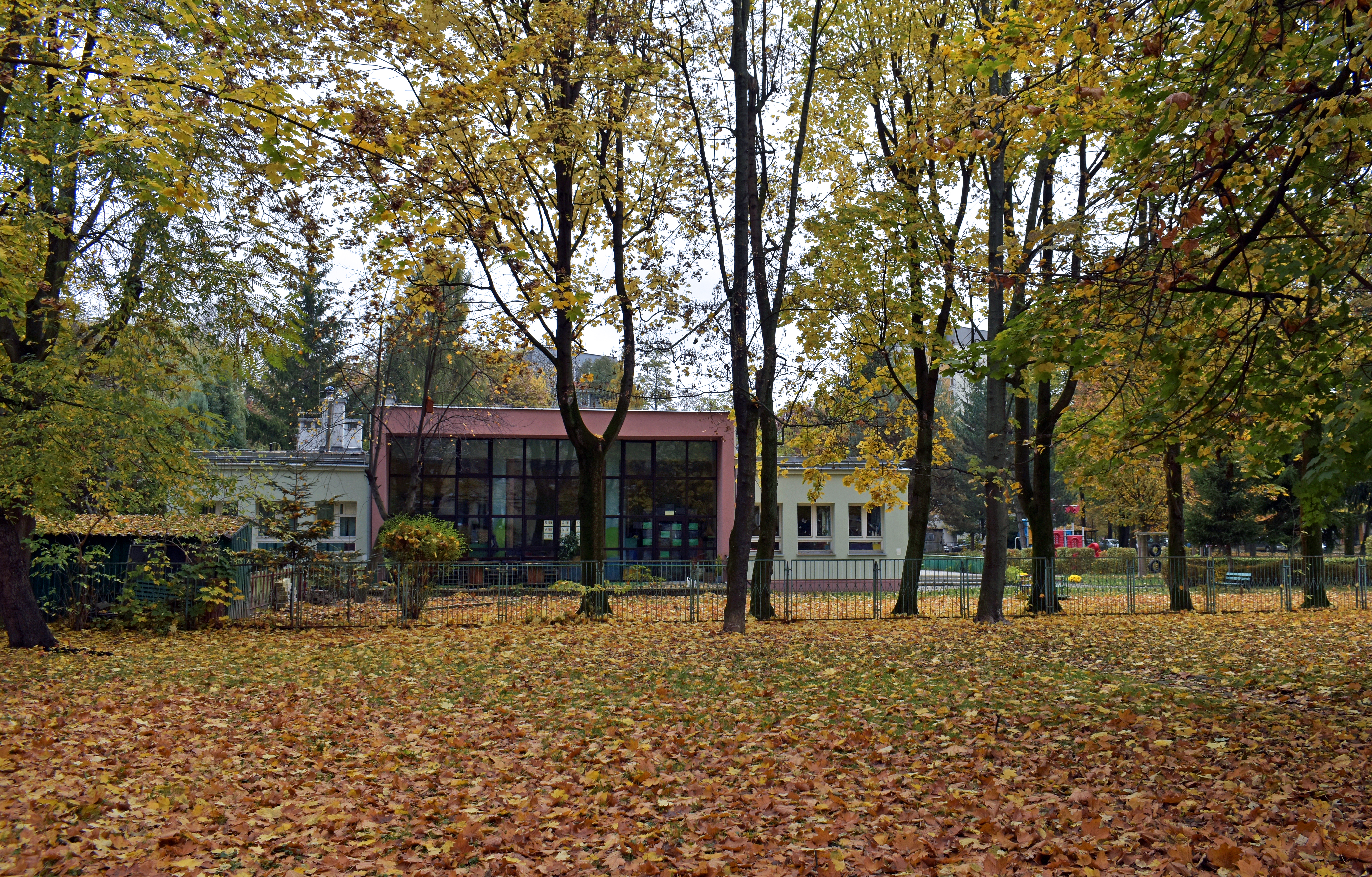
Przedszkole nr 108 „Kraina Tęczy”. Os. Handlowe 3.
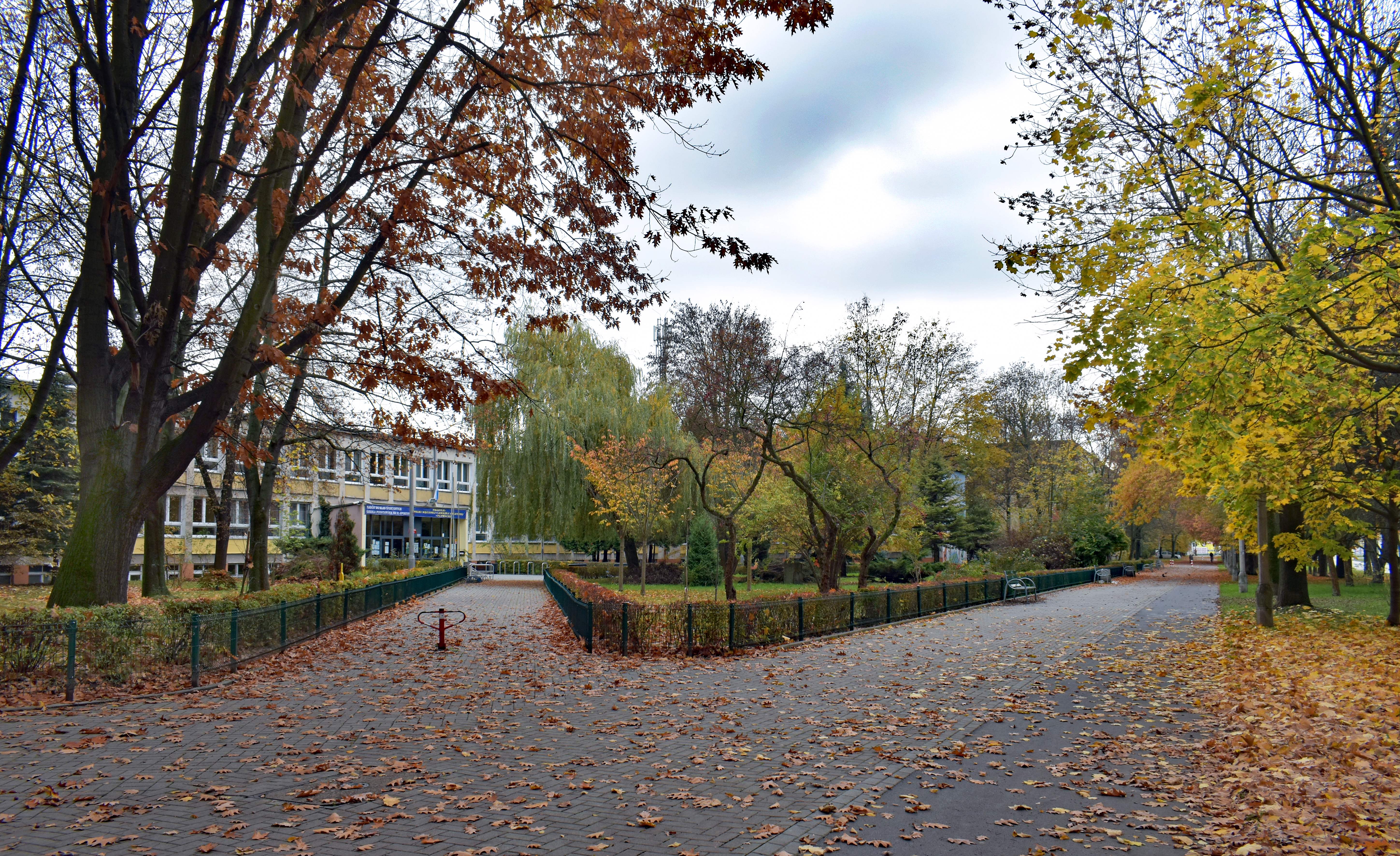
Sportowa szkoła podstawowa nr 91. Os. Handlowe 4.

## Źródła
- Ryszard Dzieszyński, Jan L. Franczyk Encyklopedia Nowej Huty, Wydawnictwo Towarzystwa Słowaków w Polsce 2006, ISBN 83-74-90060-1.
- Gminna Ewidencja Zabytków Kraków